# Kičevo
Kičevo (Macedonisch: Кичево; Albanees: Kërçovë , bepaalde vorm Kërçova) is een stad in het westen van Noord-Macedonië. Het heeft zo'n 30.100 inwoners (2005).
Kičevo is ligt in de vallei van Kičevo, zuidoostelijk aan de voet van het Bistragebergte, omringd door bergen en bossen. In de romeinse tijd heette het Uskana, en tijdens de Middeleeuwen wordt de stad teruggevonden onder de naam Kičavis, in de documentatie van de Byzantijnse keizer Basil II. Aangenomen wordt dat de huidige naam van de stad afkomstig is van de Slavische stam Brsjaci, die de nederzetting ooit stichtten.
Onder de Turkse overheersing wordt Kičevo gebruikt als het militaire en bestuurlijke centrum van de Ottomanen. In de stad liggen eind 19e eeuw ook de wortels voor de Macedonische revolutionaire beweging, die vanaf begin 20e eeuw strijdt voor een onafhankelijk Macedonië. Tijdens de Tweede Wereldoorlog is het de eerste stad die bevrijd wordt van de Italianen, op 11 september 1943. In 2008 kwam de stad in het nieuws door de moord op drie vrouwen door de journalist Vlado Taneski.
Vlak bij de stad bevindt op de helling van de berg Vrboj het klooster St. Prečista, een middeleeuws klooster dat in het verleden bekendstond onder de naam Krninski.

## Gemeente
Kičevo is de hoofdplaats van de gelijknamige gemeente die in 2013 werd uitgebreid met het grondgebied van de op die dag opgeheven gemeenten Drugovo, Oslomej, Vraneštica en Zajas.

## Geboren in Kičevo
- Kaliopi (1966), zangeres